# علم الطلع

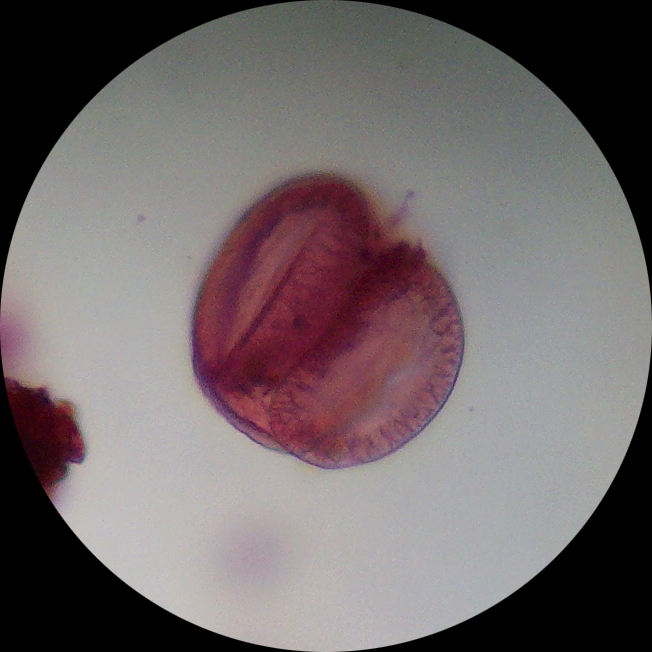

علم حبوب اللقاح  أو علم حفريات حبوب اللقاح (بالإنجليزية: Palynology)‏ هو العلم الذي يدرس الشكل المعاصر والأحفوري لحبوب اللقاح والكيسات وغيرها.
علم الطلع، نشأ عام 1944، بعد نشر كتاب (ج. إردتمان G.Erdtman المعنون: «المدخل لتحليل الطلع» عام 1943)، ليمثل أحد العلوم النباتية التي تشمل جميع الأبحاث العلمية المستخدمة في دراسة حبات طلع pollen النباتات الزهرية، وأبواغ spores النباتات غير الزهرية.

## أهمية حبات الطلع
تمثل حبات الطلع النبات العروسي الذكري في النباتات الزهرية، أي إنها تحمل في داخلها الذخيرة التكوينية الممثلة بجينوم النوع النباتي من ناحية أولى، كما تعكس هوية النوع النباتي الذي كوَّنها من ناحية ثانية، الأمر الذي منحها مكانة خاصة في دراسة المستحاثات التي كانت تحدد أسماء النباتات المستحاثة بناءً على أجزاء منفصلة منها كالأوراق أو الثمار أو البذور، والتي لا يدل أحدها وحده على تحديد هوية النبات، بينما يمكن اعتماد حبة الطلع، رغم صغرها، للقيام بهذه المهمة، الأمر الذي جعل لعلم الطلع مكانة خاصة في تعرّف أنماط الحياة المعاصرة والحياة البائدة. كما تفيد حبات الطلع في تحديد الأنواع النباتية المسببة لأمراض التحسس من ناحية ثالثة، وتحديد المصادر النباتية المكوِّنة للعسل من ناحية رابعة.